# Tonko Ninić
Tonko Ninić (Beograd, 23. ožujka 1934. – ?, 27. studenoga[?] 2024.) bio je hrvatski violinist i glazbeni pedagog, koncertni majstor i voditelj  Zagrebačkih solista.
Otac mu je, porijeklom Šibenčanin, radio u Beogradu kao državni službenik pa je Tonko tamo rođen. Diplomirao je na Muzičkoj akademiji u Zagrebu u klasi Vaclava Humla i Ivana Pinkave. Od 1957. bio je član Zagrebačkih solista, a poslije odlaska dirigenta Antonija Janigra 1968. i vodstva Dragutina Hrdjoka do 1975. njihov koncertni majstor i voditelj do 1997. godine i ponovo u sezoni njihove 50. obljetnice. Vodio je i Komorni studio Zagrebačke filharmonije. Komorni je glazbenik u Triju Orlando. Predavao je na Muzičkoj akademiji, postavši 2008. njezin profesor emeritus. Bio je stalni član žirija Međunarodnog violinističkog natjecanja Vaclav Huml od njegova osnivanja.
Samostalno i sa Zagrebačkim solistima snimio je više nosača zvuka. Dobio je Nagradu Milka Trnina 1969. godine, Nagradu Grada Zagreba za 1980. godinu, Nagradu Vladimir Nazor za životno djelo 2003. godine, Nagradu za životno djelo Lovro pl. Matačić Hrvatskog društva glazbenih umjetnika 2016. godine. Nositelj je Reda Danice hrvatske s likom Marka Marulića od 1996. godine.